# Wilhelm Hallwachs (Physiker)

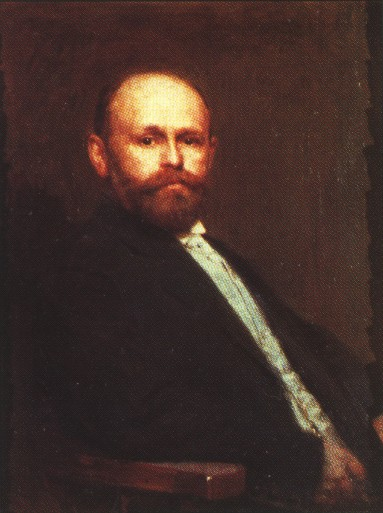
Robert Sterl: Bildnis Wilhelm Hallwachs (1907)

Wilhelm Ludwig Franz Hallwachs (* 9. Juli 1859 in Darmstadt; † 20. Juni 1922 in Dresden) war ein deutscher Physiker. 

## Werdegang
Im Jahr 1886 hatte Heinrich Hertz den äußeren Photoeffekt entdeckt. Hallwachs setzte die Untersuchungen von Hertz 1887 fort. Aufgrund seiner Ergebnisse war der äußere Photoeffekt lange Zeit als Hallwachs-Effekt benannt.
Von 1893 bis 1922 war er Professor für Theoretische Experimentalphysik an der Technischen Hochschule Dresden. 1921 und 1922 wurde er zum Rektor der Technischen Hochschule Dresden gewählt. 
Sein Nachfolger im Amt wurde Harry Dember. Seit 1905 war er ordentliches Mitglied der Sächsischen Akademie der Wissenschaften.
Mit der Untersuchung des Photoeffekts legte er den Grundstein zur Entwicklung der Photozelle, der Photoelektrizität sowie der Lichtquantenhypothese von Albert Einstein (siehe hierzu auch Photon). 1904 wurde er von Friedrich Kohlrausch, Philipp Lenard, Arthur Schuster und John Strutt (Lord Rayleigh) für den Nobelpreis für Physik vorgeschlagen.

## Familie
Hallwachs war der Sohn des Juristen und Abgeordneten Ludwig Hallwachs und dessen Ehefrau Charlotte Emilie Wilhelmine, geborene Hoffmann (1826–1863). Er heiratete 1890 in Straßburg Marie Kohlrausch (1869–nach 1930), die Tochter des Professors der Physik und späteren Präsidenten der physikalisch technischen Reichsanstalt Friedrich Kohlrausch (1840–1910) und der Hermine geborene Schilling. Die gemeinsame Tochter Helene Huch-Hallwachs, geb. Hallwachs, heiratete Karl Huch-Hallwachs (* 1893), den Direktor der elektrischen Werke Koch-Stenzel. Der Musiker und Komponist Karl Hallwachs (1870–1959), der Schauspieler und Sänger Reinhard Hallwachs (1833–1872) und der Königlich Preußische General-Oberst und General-Adjutant Friedrich von Scholl (1846–1928) waren Vettern.

## Schriften
- Über die elektromotorische Kraft, den Widerstand und den Nutzeffekt von Ladungssäulen (Accumulatoren). Diss., Straßburg 1883.
- Elektrometrische Untersuchungen. Habil.-Schrift, Leipzig 1885.
- Über den Einfluß des Lichtes auf electrostatisch geladene Körper. In: Annalen der Physik, Bd. 269 = Wied. Ann. 33, 1888, S. 301–312.
- Ueber die Electrisierung von Metallplatten durch Bestrahlung mit electr. Licht. In: Annalen der Physik, Bd. 270 = Wied. Ann. 34, 1888, S. 731–734.
- Ueber den Zusammenhang des Electrizitätsverlustes durch Beleuchtung mit der Lichtabsorption. In: Annalen der Physik, Bd. 273 = Wied. Ann. 37, 1889, S. 666–675.
- Die Lichtelektrizität. In: Erich Marx (Hrsg.): Handbuch der Radiologie. Band 3. Akademische Verlagsgesellschaft, Leipzig 1916, S. 245–563.